# Diotimo
Diotimo (en griego antiguo: Διότιμος) fue un filósofo estoico, que vivió entre el siglo I o II a. C.
Se dice que acusó a Epicuro de ser un depravado y de falsificar cincuenta cartas, afirmando que habían sido escritas por Epicuro, para demostrarlo. Según Ateneo, que evidentemente se refiere a la misma historia en un pasaje en el que aparentemente debía sustituirse "Diotimo" por "Teotimo", fue declarado culpable de falsificación en el pleito de Zenón el epicúreo, y condenado a muerte. Sabemos por Clemente de Alejandría, que consideraba que la felicidad o el bienestar consistía, no en un solo bien, sino en la perfecta acumulación de bendiciones, lo que parece un alejamiento del estoicismo estricto a la visión más sobria de Aristóteles.